# Alessandro Vittoria
Alessandro Vittoria (Trento, 1524 — Venècia, 1608) va ser un escultor i decorador italià.
Va ser deixeble de Jacopo Sansovino i va treballar fonamentalment a Venècia, on va dissenyar la decoració en estuc del Palau Ducal. També va col·laborar amb Andrea Palladio i Il Veronese. El seu estil és marcadament manierista amb un caràcter refinat. Pertany a l'Escola veneciana de pintura i rivalitza amb Giambologna com un dels millors escultors d'Itàlia del seu temps.

## Biografia
Vittoria va néixer a la ciutat italiana de Trento, fill d'un sastre. Es va formar al taller de l'arquitecte-escultor Jacopo Sansovino. Va ser contemporani de Ticià, la influència del qual pot detectar-se en les seves composicions. Igual que tots els escultors italians de la seva generació, Vittoria va ser també fortament influenciat per Miquelàngel i pel manierista florentí, Bartolomeo Ammannati. La seva proximitat amb projectes dels arquitectes Jacopo Sansovino, Michele Sanmicheli o Palladio, així com la seva feina amb pintors com Tiziano, Tintoretto i Veronese el situen entre els principals artistes del Cinquecento a Venècia.

## Carrera

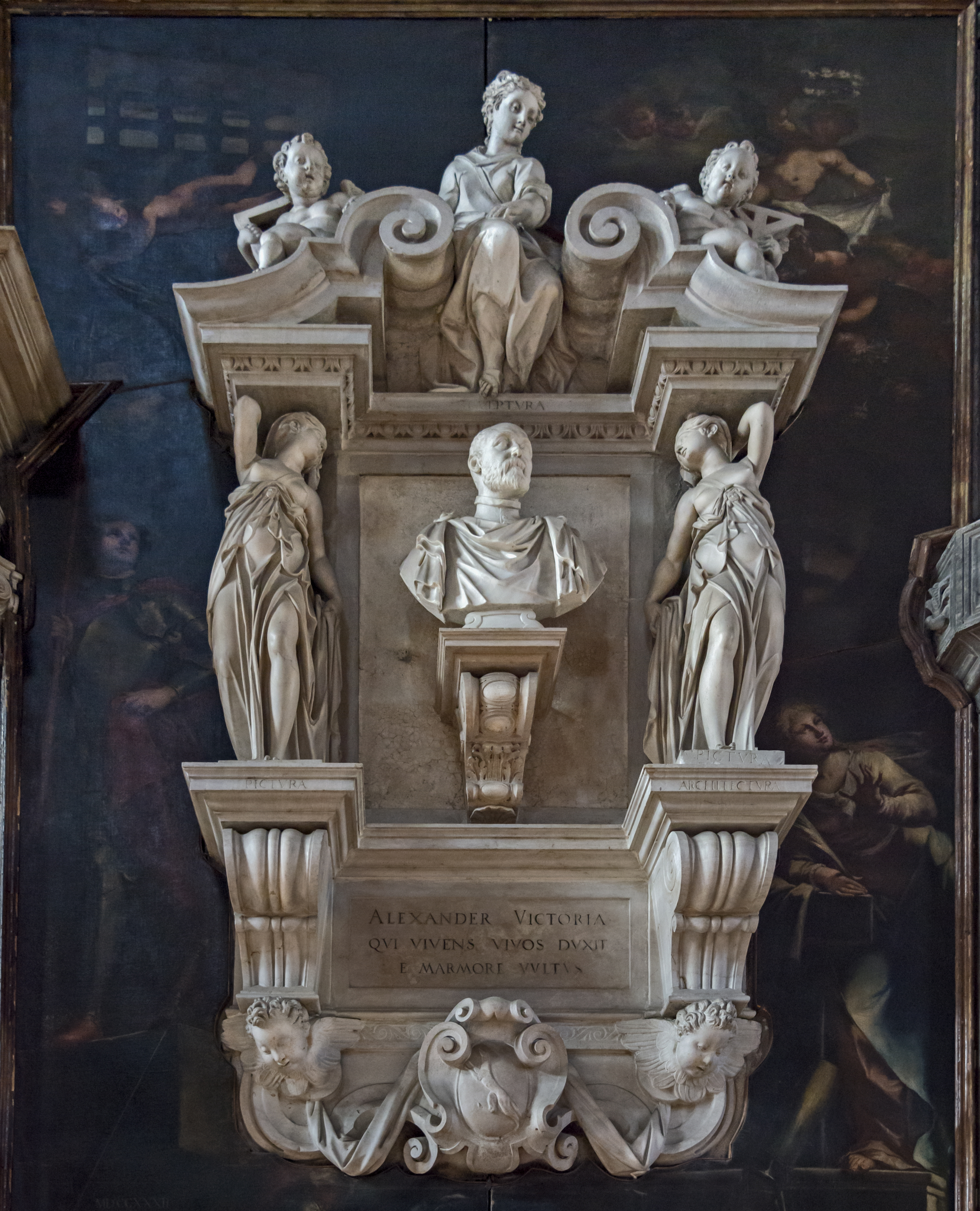
Monument funerari de Vittoria a Venècia amb un autoretrat en fora de bust

Vittoria es va formar inicialment a la seva ciutat natal, Trento, per traslladar-se posteriorment a Venècia, on la seva llarga relació artística amb Jacopo Sansovino va acabar essent tempestuosa. Per aquest motiu es va traslladar a Vicenza, on va col·laborar amb Veronese en la decoració de la Villa Barbaro a Maser (1560-1562), abans de tornar a Venècia. Els dos mestres van treballar en forma conjunta en importants comissions d'escultures fins a la mort de Sansovino. Vittoria va heretar el seu estudi i va completar encàrrecs inacabats per aquest. Entre els seus deixebles s'inclouen Camillo Mariani o Andrea di Alessandro.
Va morir el 1608 a Venècia, i va ser enterrat a l'església de Sant Zacaries, on s'hi conserva un bust d'autoretrat.

## Galeria

Obres d'Alessandro Vittoria
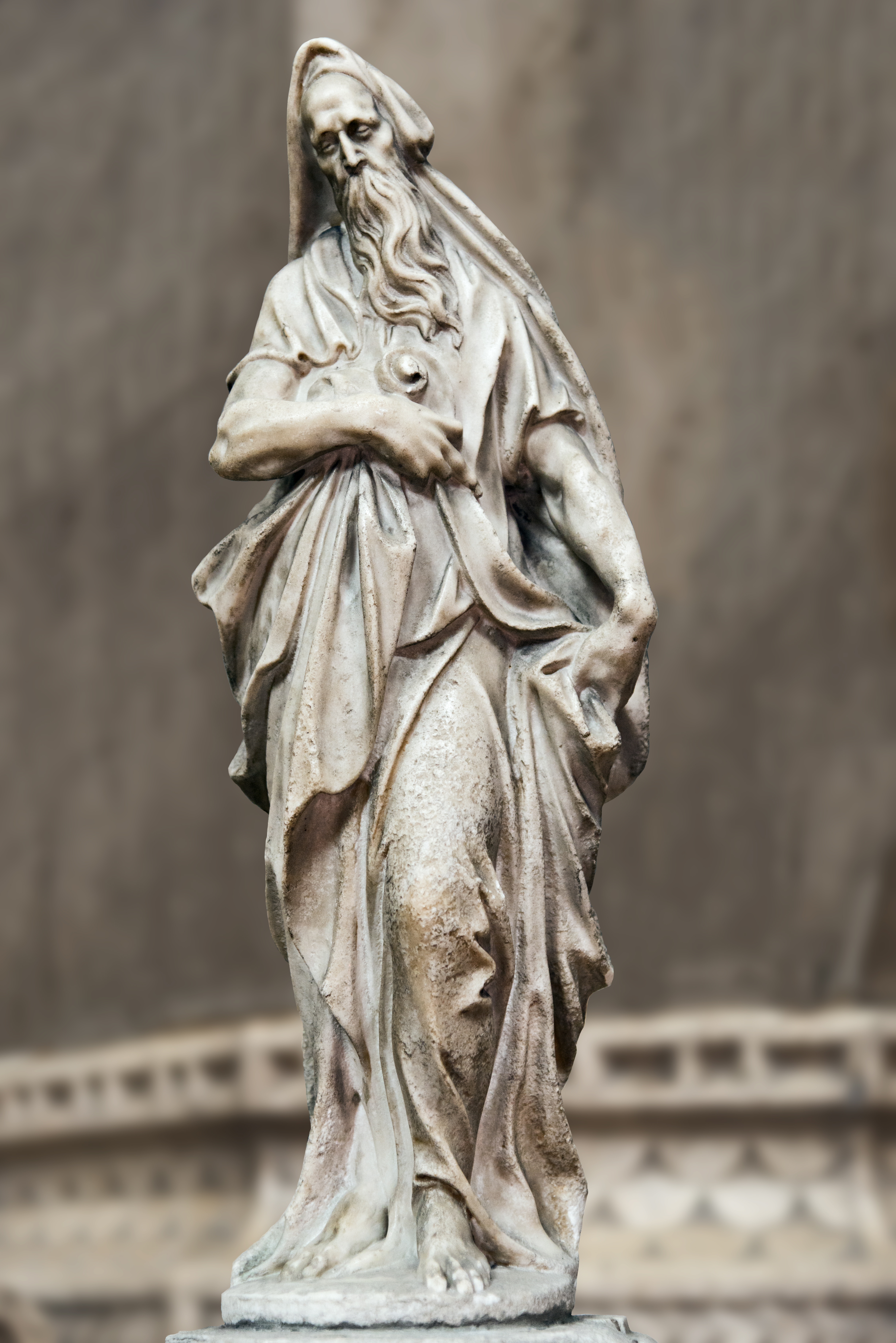
San Zacaries a Venècia
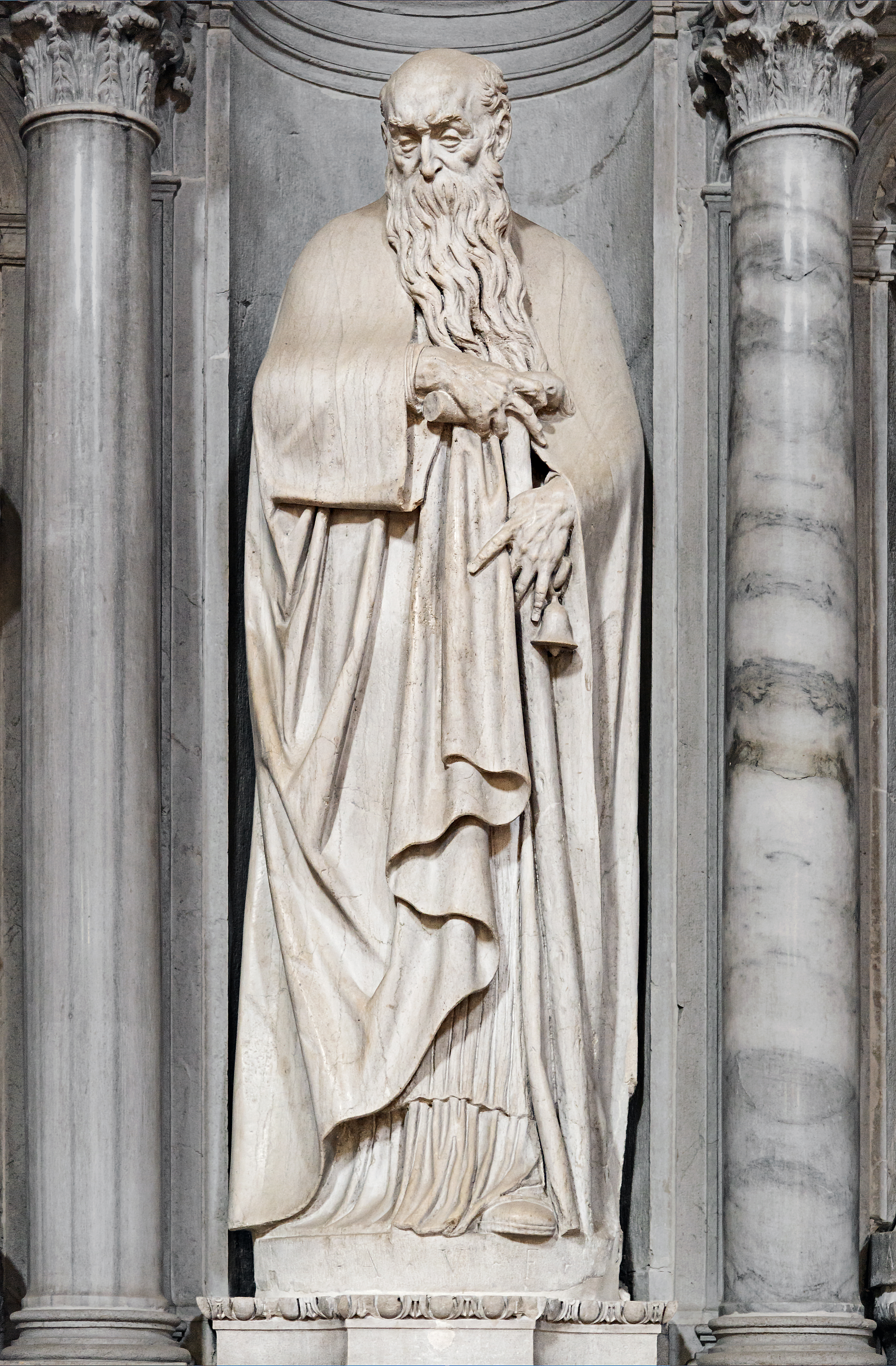
Antoni el Gran a San Francesco della Vigna
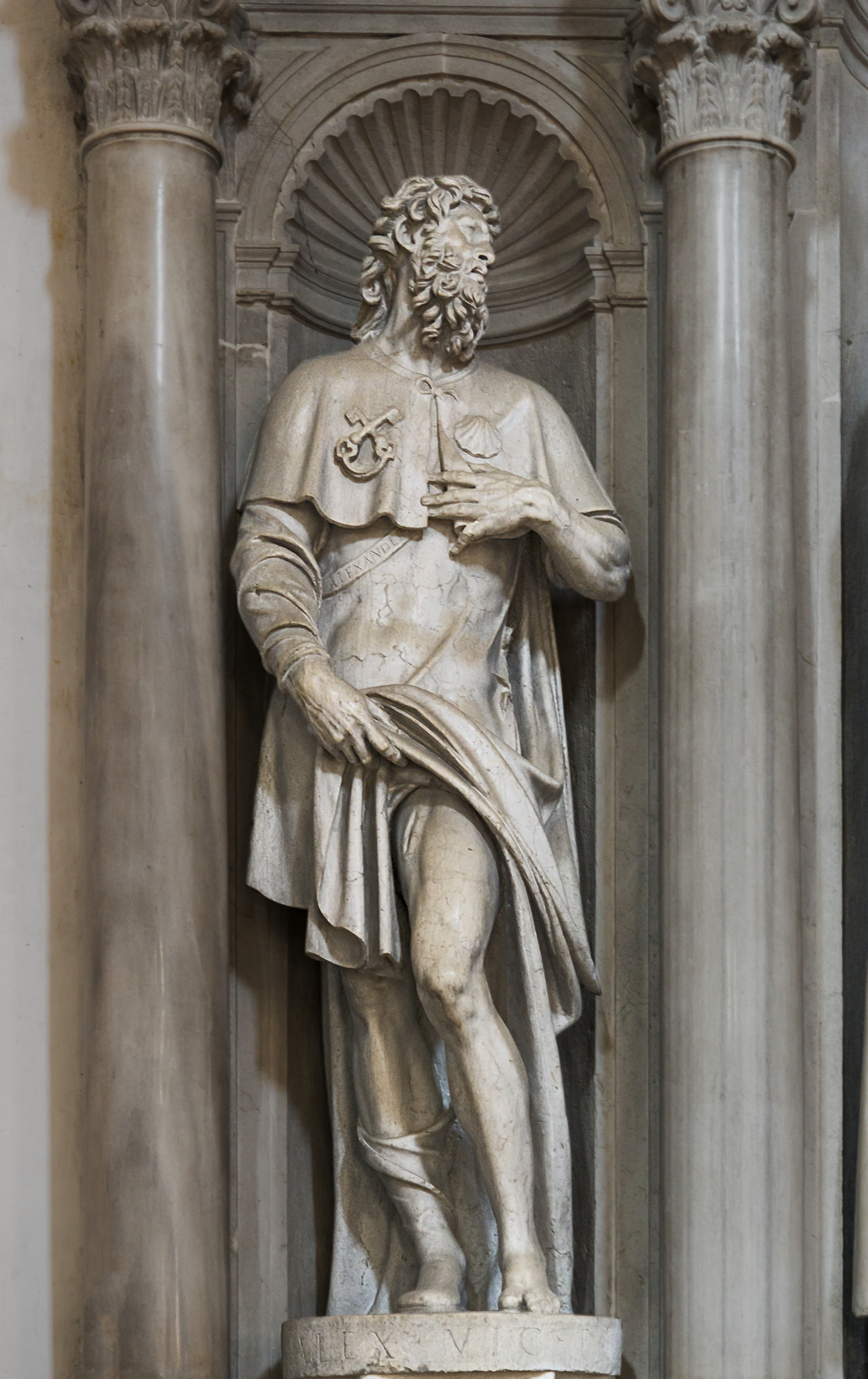
San Roc a San Francesco della Vigna
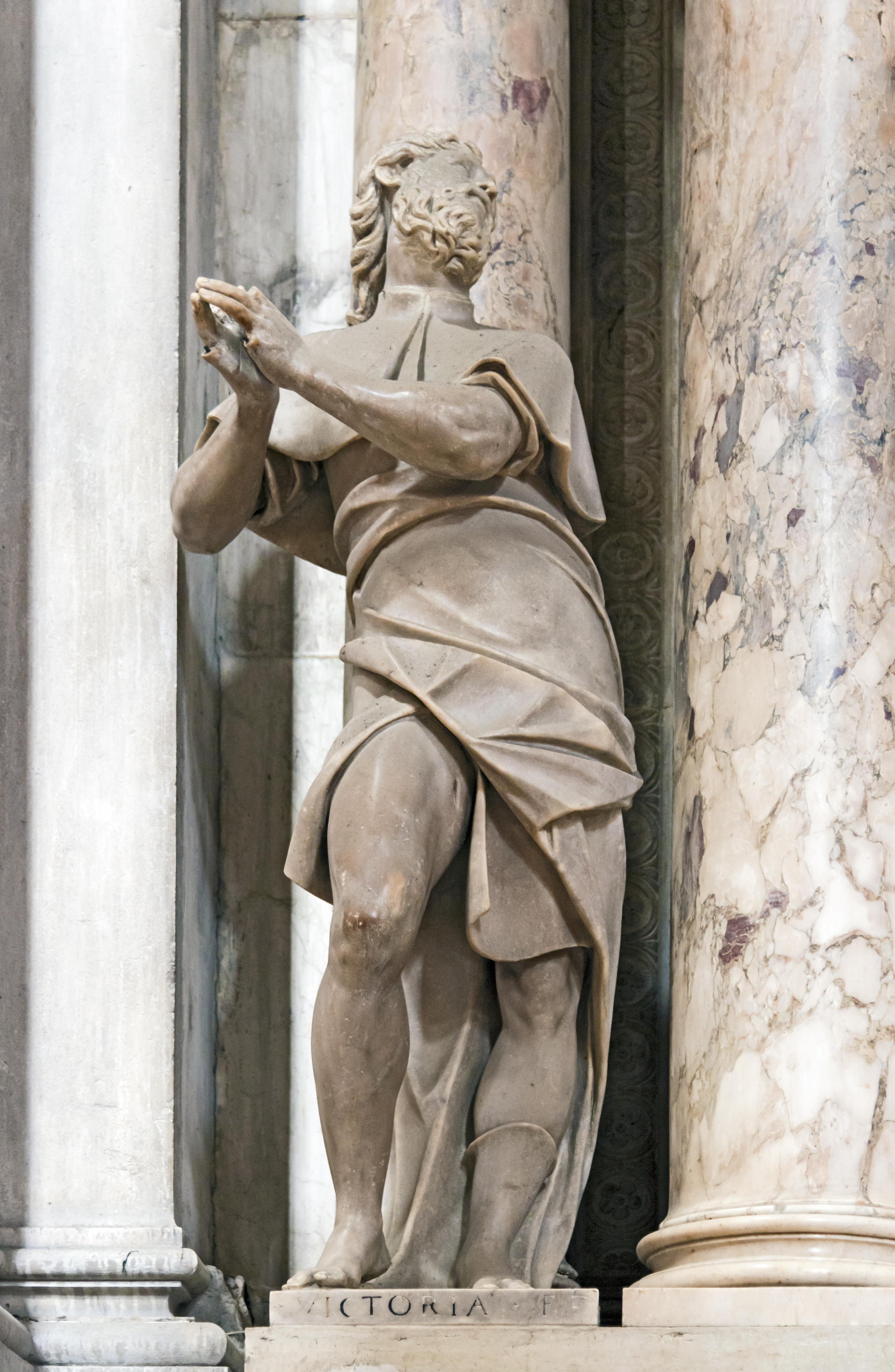
San Roc a Sant Salvador (Venècia)
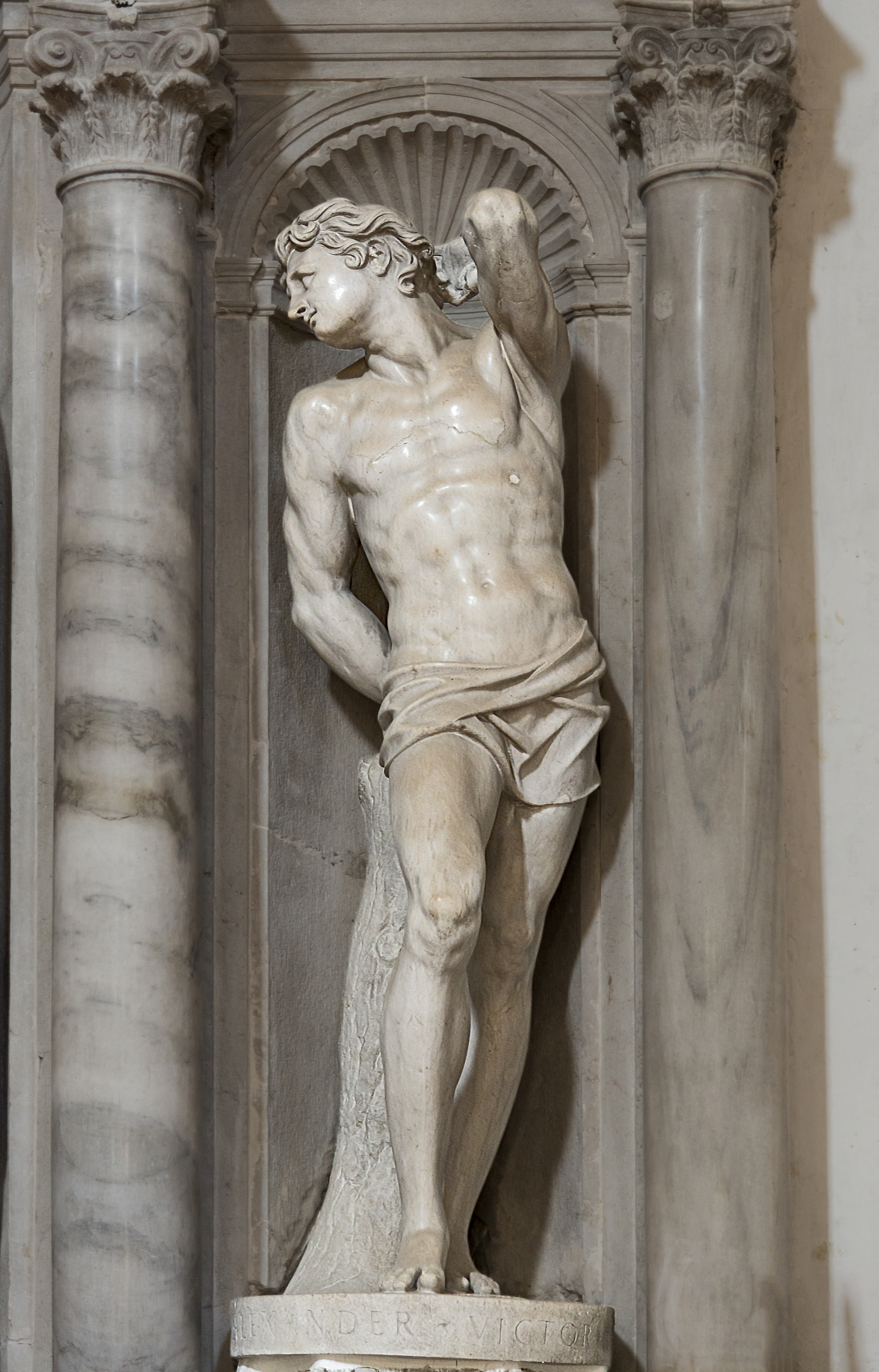
Sant Sebastià a San Francesco della Vigna
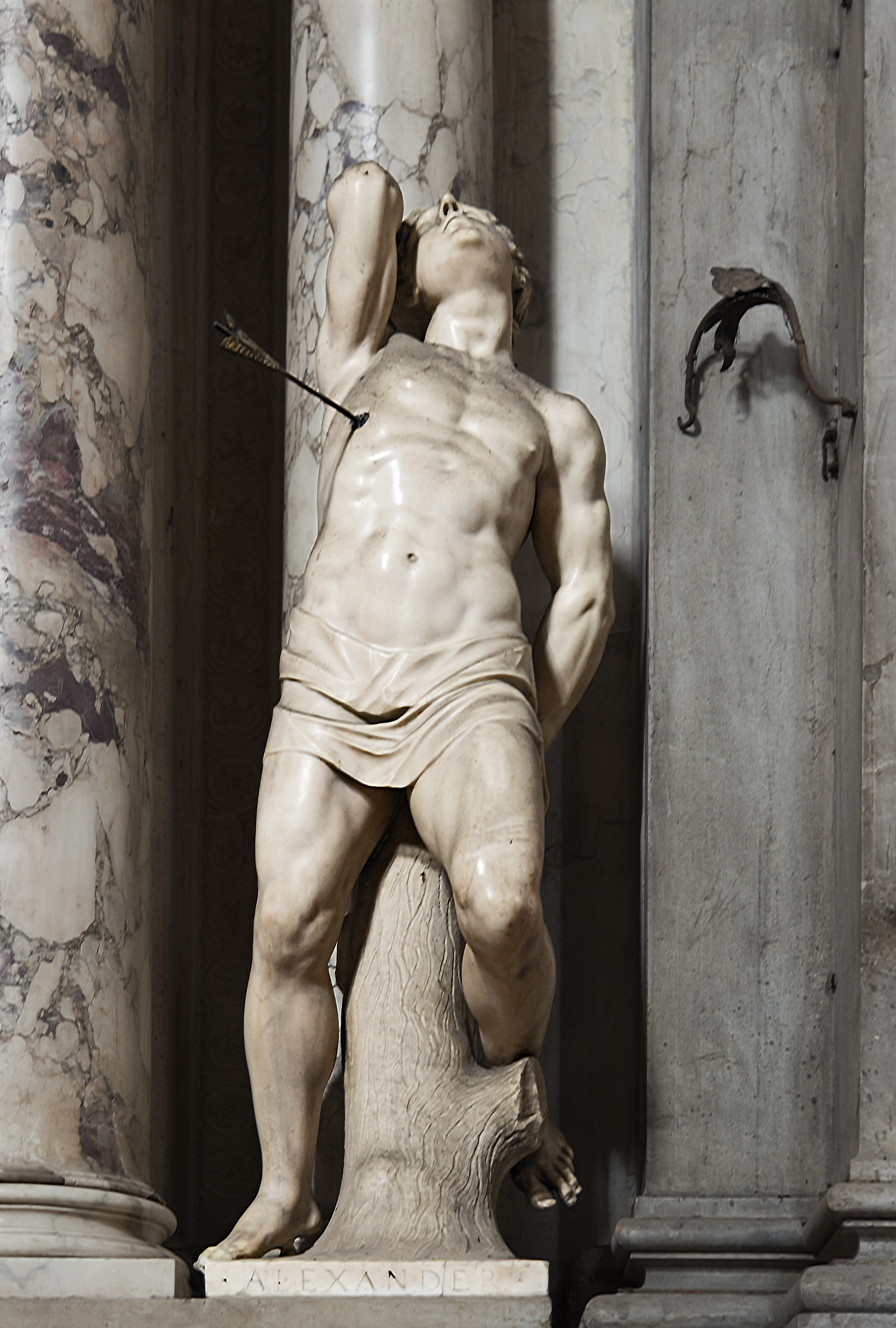
Sant Sebastià a Sant Salvador (Venècia)
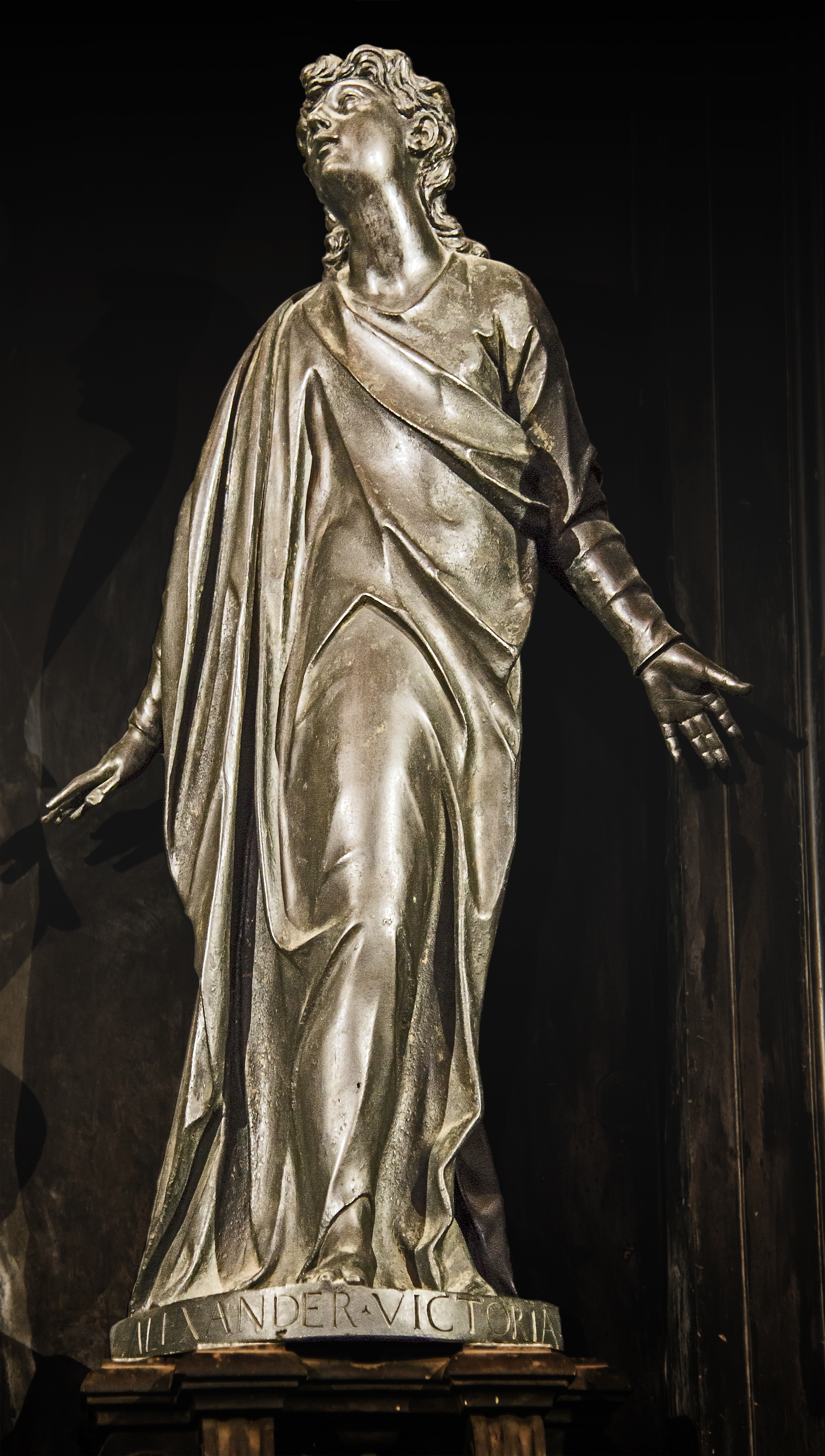
Joan Evangelista a San Zanipolo Venice
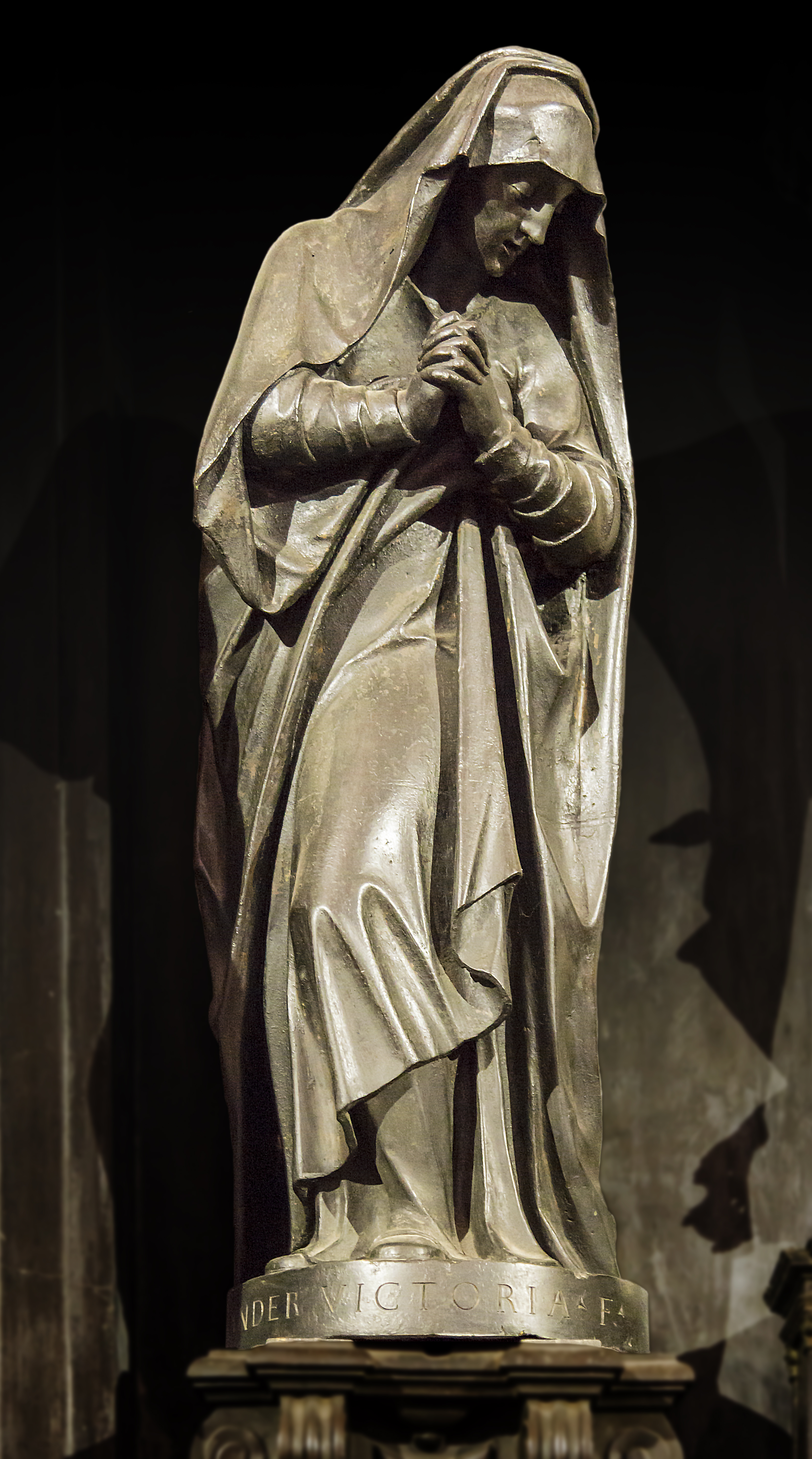
Verge a San Zanipolo Venècia
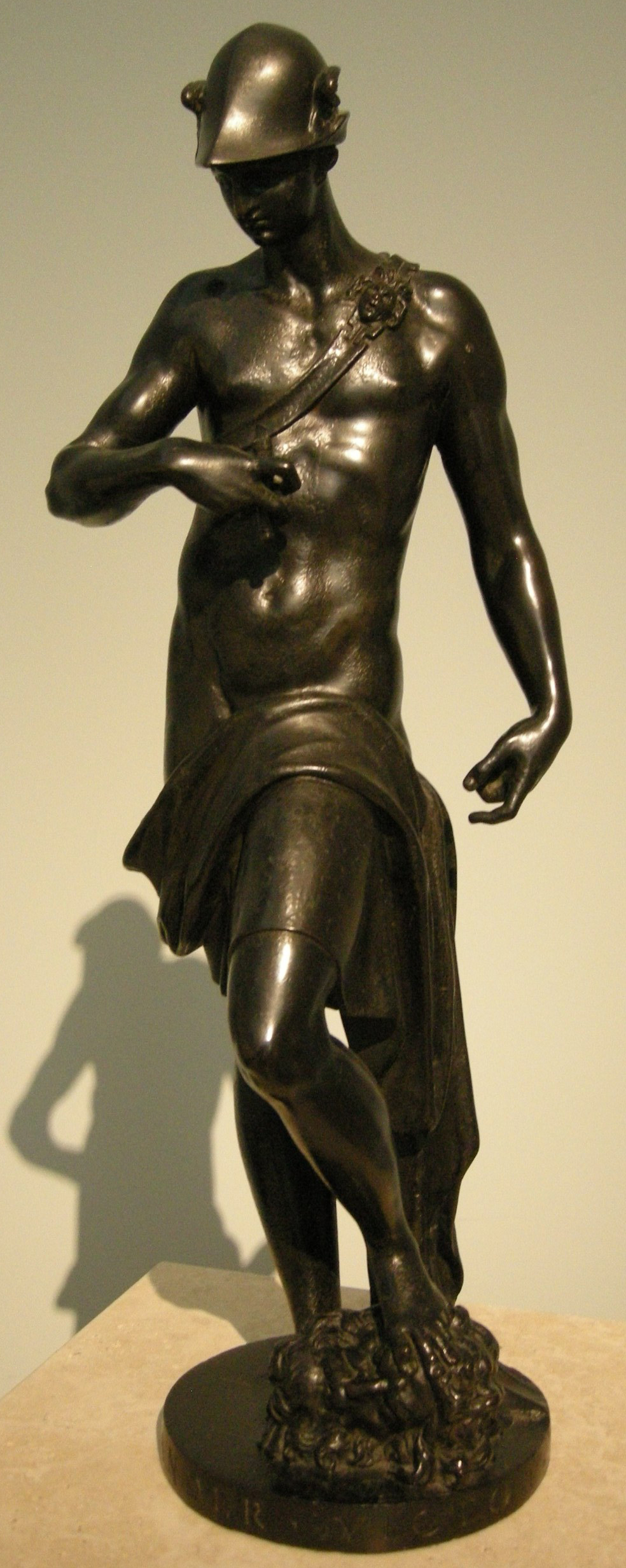
Mercuri
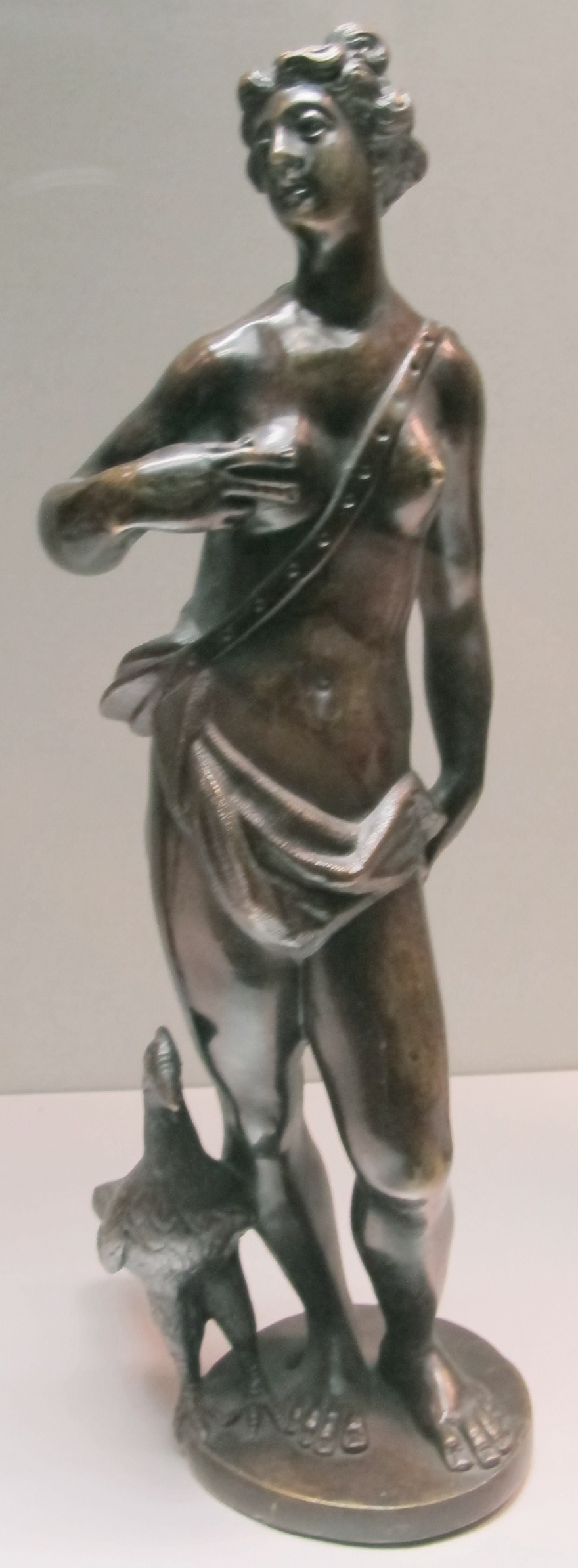
Juno
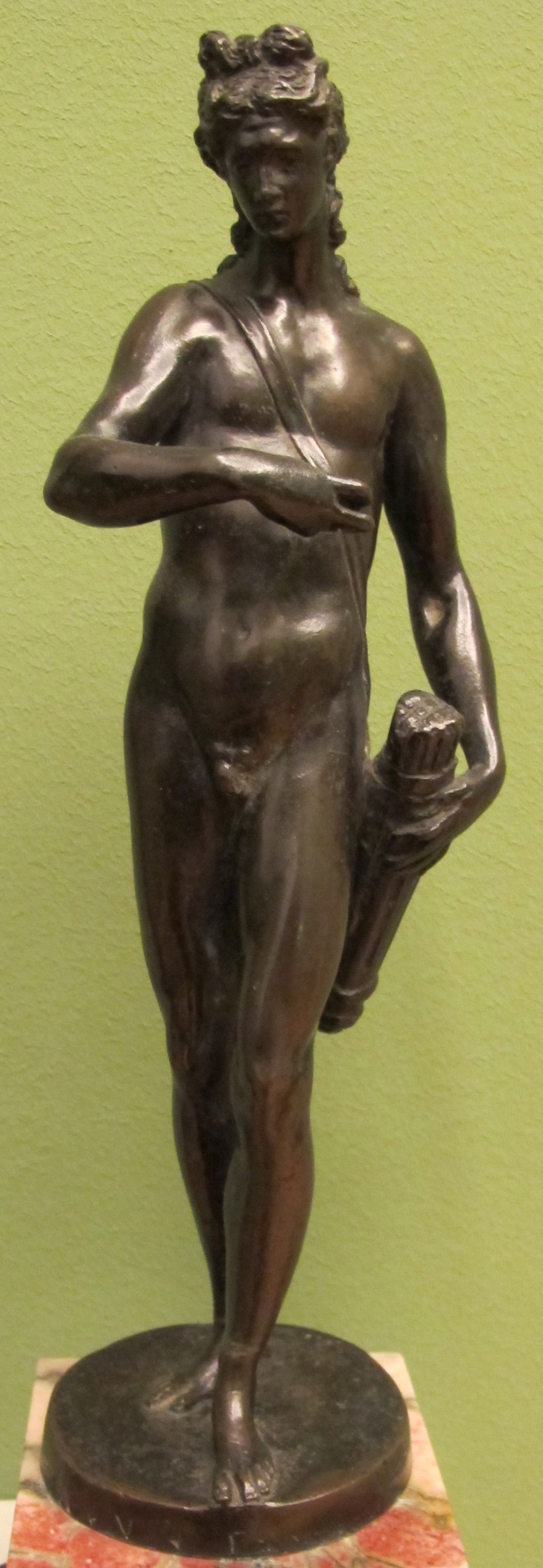
Apol·lo
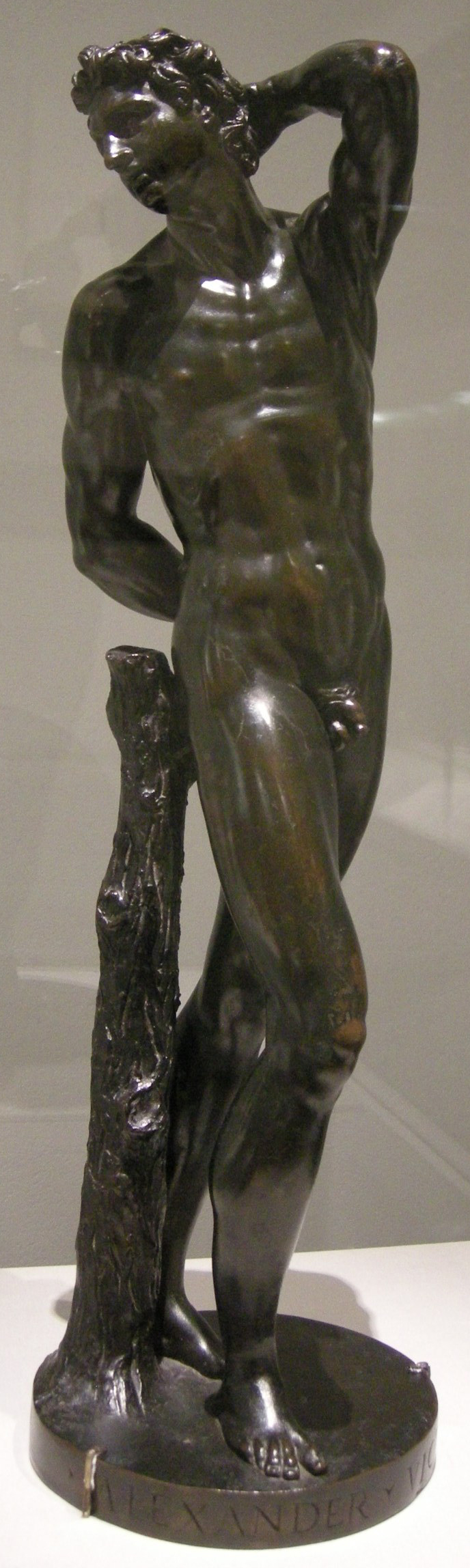
Sant Sebastià